# Emile Smith Rowe
Emile Smith Rowe (*28. července 2000 Croydon) je anglický profesionální fotbalista a mládežnický fotbalista, který hraje jako ofensivní záložník za klub anglické Premier League Arsenal FC.

## Klubová kariéra

### Arsenal
Smith Rowe nastoupil do akademie Arsenalu v roce 2010 ve věku deseti let. Poprvé se objevil v týmu do 23 let v sezóně 2016/17 ve věku 16 let. V sezóně 2017/18 nastoupil do 10 utkání "třiadvacítky", zaznamenal 2 asistence a 1 gól.
Ve věku 17 let se připojil k A-týmu na předsezónní turnaji v Singapuru v červenci 2018. V International Champions Cup 2018 vstřelil jedinou branku Arsenalu v zápase proti Atléticu Madrid. Ve stejné soutěži 28. července, v den jeho 18. narozenin, asistoval při výhře 5:1 proti francouzskému PSG.
Smith Rowe podepsal novou dlouhodobou smlouvu s Arsenalem 31. července 2018. Arsenal nezveřejnil délku smlouvy, ale údajně se jednalo o pětileté prodloužení smlouvy.
Smith Rowe debutoval v A-týmu Arsenalu 20. září 2018 v zápase Evropské lize UEFA proti ukrajinskému týmu Vorskle Poltava, když nahradil v druhém poločasu Alexe Iwobiho. Stal se tak prvním hráčem Arsenalu hráčem narozeným v roce 2000, který nastoupil do soutěžního zápasu. V následujícím zápase Evropské ligy proti Qarabağu vstřelil branku a stal se nejmladším klubovým střelcem od Alexe Oxlada-Chamberlaina v roce 2011.

#### RB Leipzig (hostování)
31. ledna 2019 odešel na půlroční hostování do RB Leipzig. Kvůli zranění odehrál během svého působení v týmu jen 28 minut ve třech utkáních.

#### Huddersfield Town (hostování)
10. ledna 2020 se Smith Rowe připojil k týmu EFL Championship Huddersfield Town na hostování do konce sezóny 2019/20. 1. února 2020 vstřelil Smith Rowe svůj první gól v klubu při porážce 2:3 proti Fulhamu.
Ve svém posledním domácím utkání v klubu vstřelil v 86. minutě vítězný gól proti West Bromu, který nakonec pomohl týmu udržet se v EFL Championship.

#### Sezóna 2020/21
Po svém návratu do Arsenalu v roce 2020 se Smith Rowe potýkal se zraněními, než se na podzim vrátil zpátky do kondice. I přestože skóroval nebo asistoval v každém ze svých zápasů v základní skupině Evropské ligy, v Premier League nenastoupil do žádného zápasu v říjnu ani v listopadu. Po nejhorším ligovém startu Arsenalu za poslední desetiletí jej manažer Mikel Arteta vybral do základní sestavy na úkor Williana přes tzv. Boxing Day proti Chelsea. Pomohl k domácímu vítězství 3:1 a ukončit špatnou formu klubu. Ve svých dalších 5 zápasech zaznamenal Smith Rowe 3 asistence a vstřelil gól při výhře proti Newcastlu United 2:0 v FA Cupu. Díky vynikajícím výkonům byl v lednu Smith Rowe zvolen druhým nejlepším klubovým hráčem měsíce. 14. března 2021 odehrál Smith Rowe své první North London Derby; v zápase proti Tottenhamu, při výhře 2:1, získal ocenění pro hráče utkání.

## Reprezentační kariéra
V dubnu 2017 byl Smith Rowe zařazen do týmu pro Mistrovství Evropy do 17 let 2017. Do semifinále proti Turecku nastoupil z lavičky ale nezahrál si ve finále, při porážce Anglie po penaltách proti Španělsku. V říjnu 2017 byl součástí týmu, který vyhrál Mistrovství světa do 17 let. Skóroval ve skupinové fázi proti Iráku a asistoval Rhianovi Brewsterovi v semifinále proti Brazílii.
15. března 2021 obdržel Smith Rowe svoji první pozvánku do týmu do 21 let, a to na Mistrovství Evropy do 21 let 2021.
V seniorské anglické reprezentaci debutoval 12.11. 2021 v zápase proti Albánii při výhře Anglie 5:0. Svůj první gól dal o tři dny později (15.11. 2021) v zápase proti San Marinu.

## Statistiky
K 18. březnu 2021
| Klub                      | Sezóna  | Liga           | Liga   | Liga | Národní pohár | Národní pohár | Ligový pohár | Ligový pohár | Evropské poháry | Evropské poháry | Ostatní | Ostatní | Celkem | Celkem |
| Klub                      | Sezóna  | Liga           | Zápasy | Góly | Zápasy        | Góly          | Zápasy       | Góly         | Zápasy          | Góly            | Zápasy  | Góly    | Zápasy | Góly   |
| ------------------------- | ------- | -------------- | ------ | ---- | ------------- | ------------- | ------------ | ------------ | --------------- | --------------- | ------- | ------- | ------ | ------ |
| Arsenal                   | 2018/19 | Premier League | 0      | 0    | 0             | 0             | 2            | 1            | 4               | 2               | —       | —       | 6      | 3      |
| Arsenal                   | 2019/20 | Premier League | 2      | 0    | 0             | 0             | 1            | 0            | 3               | 0               | —       | —       | 6      | 0      |
| Arsenal                   | 2020/21 | Premier League | 13     | 0    | 1             | 1             | 1            | 0            | 7               | 1               | 0       | 0       | 22     | 2      |
| Arsenal                   | Celkem  | Celkem         | 15     | 0    | 1             | 1             | 4            | 1            | 14              | 3               | 0       | 0       | 34     | 5      |
| RB Leipzig (host.)        | 2018/19 | Bundesliga     | 3      | 0    | 0             | 0             | —            | —            | 0               | 0               | —       | —       | 3      | 0      |
| Huddersfield Town (host.) | 2019/20 | Championship   | 19     | 2    | 0             | 0             | 0            | 0            | —               | —               | —       | —       | 19     | 2      |
| Celkem                    | Celkem  | Celkem         | 37     | 2    | 1             | 1             | 4            | 1            | 14              | 3               | 0       | 0       | 56     | 7      |

## Ocenění
Arsenal
- Community Shield: 2020[34]

Anglie U17
- Mistrovství světa do 17 let: 2017[35]
- Mistrovství Evropy do 17 let: 2017 (druhé místo)[36]